# Distretto di Huichuan
Il distretto di Huichuan (汇川区S, Huìchuān QūP) è un distretto della Cina, situato nella provincia del Guizhou e amministrato dalla prefettura di Zunyi.